# هيو ويلسون (سياسي)
هيو ويلسون (بالإنجليزية: Hugh Wilson)‏ هو سياسي بريطاني (وحمل سابقاً جنسية المملكة المتحدة لبريطانيا العظمى وأيرلندا)، ولد في 1905، وتوفي في 4 يناير 1998. في الانتخابات البرلمانية في أيرلندا الشمالية 1973 ‏، انتخب عضو برلمان أيرلندا الشمالية 1973-1974 وقد انضم خلال فترته النيابية ‏ للكتلة البرلمانية حزب التحالف لأيرلندا الشمالية ‏.